# У дикій глушині (книга)
«У дикій глушині» (англ. Into the Wild) — документальний роман американського письменника, журналіста, альпініста Джона Кракауера, виданий у 1996 році. У 1992 він написав для журналу «Аутсайд» матеріал про хлопця, який помер самітником у непрохідній і дикій частині Аляски. На редакцію прийшла рекордна кількість листів від людей, які захоплювалися, засуджували чи знали героя статті. Тема не відпускала Кракауера і він вирішив дізнатися більше про життя Кріса Мак-Кендлесса та зрозуміти мотиви його мандрів.
Книга стала світовим бестселером і перекладена на десятки мов. У 2007 у прокат вийшов фільм Шона Пенна Тепер я йду у дику далечінь, включений до списку 250 кращих фільмів за версією IMDb.

## Сюжет
Захоплива історія юнака Кріса Мак-Кендлесса, що знехтував можливостями блискучої кар’єри і відцурався родини, аби втілити свою заповітну мрію — пожити самітником у глушині Аляски. Джон Кракауер, один із найпопулярніших сучасних американських письменників, емоційно веде нас слідами цієї пригоди, шукаючи відповідь на головне питання: чому за здійснену мрію Крісу Мак-Кендлессу довелося заплатити найвищу ціну? 
Перспективний Кріс Мак-Кендлесс із забезпеченої сім'ї після закінчення навчального року пожертвував на благодійність свої заощадження, якими мав оплатити навчання (24 тисячі доларів), відцурався родини та пішов волочитися світом. Щоб заплутати сліди і не дозволити батькам його знайти, хлопець вигадав собі ім'я Александр Суперволоцюга (англ. Alexander Supertramp). Протягом двох років подорожував США і Мексикою (1990-1992) спочатку на власному авто, а потім човном, автостопом і товарними вагонами. Він перебивався тимчасовими заробітками і вів аскетичний спосіб життя, заперечуючи матеріальні цінності. 
Протягом цих двох років Кріс вів із різною активністю щоденник і відправляв своїм новим знайомим листівки і листи з місць, де знаходився. З допомогою цих матеріалів, а також завдяки спілкуванню із рідними хлопця та людьми, з якими він зустрічався у мандрах, Джон Кракауер відтворив шлях Суперволоцюги і його психологічний портрет. Автор провів у документальному романі про дивака-подорожнього паралелі зі своїм життям, він мав схожий досвід трьохтижневого життя на Алясці, намагаючися підкорити складну і небезпечну вершину Палець Диявола. 
Мрією Кріса було пожити у дикій глушині, харчуючися лише дарами природи. Він добрався автостопом до містечка Фербанкс, а звідти вирушив у безлюдну і дику частину Аляски. Майже без спорядження, з мінімальною кількістю їжі і кількома книжками він поселився у 30-50 кілометрах від цивилізації, але у важкодоступному непрохідному місці, в старому автобусі, який лишився після будівельників, що раніше намагалися прокласти там дорогу. Складні умови і неконтрольована стихія завадили завершити роботу, через кілька років частина асфальтованого шляху повністю зникла. Після робітників лишився автобус №142 із розбитими вікнами та деякими речима, в ньому і знайшов свій останній прихисток Кріс Мак-Кендлесс. На його останки натрапили у серпні 1992 року, останній запис на сторінках книжки був зроблений Крісом за два тижні до того, як сюди потрапили інші люди. Смерть стала ударом для близьких і тих, кого зустрічав на своєму шляху непристосований максималіст і романтик Алекс Суперволоцюга.

## Український переклад
- У дикій глушині / Джон Кракауер ; пер. з англ. Ксенислава Крапка. — Львів : Видавництво Старого Лева, 2020. — 280 с. — ISBN 978-617-679-761-6[1].